# ماركيز كوبر
ماركيز كوبر (بالإنجليزية: Marquis Cooper)‏ هو لاعب كرة قدم أمريكية أمريكي، ولد في 11 مارس 1982 في ميسا في الولايات المتحدة، وتوفي في 6 مارس 2009 في كليرواتر في الولايات المتحدة.

## وصلات خارجية
- ماركيز كوبر على موقع إي إس بي إن.كوم (أن.أف.أل)3
- ماركيز كوبر على موقع مرجع كرة القدم المحترفة.كوم (الإنجليزية)